# ملقط ماجيل
ملْقط ماجيل هو ملْقطٌ بزاويةٍ يُستخدم لتوجيه أنبوب القصبة الهوائية إلى الحنجرة أو الأنبوب الأنفي المعدي إلى المريء تحت الرؤية المباشرة. كما يُستخدم لإزالة الأجسام الغريبة. سميَّ هذا الملقَط نسبةً إلى طبيب التخدير إيفان ماجيل [الإنجليزية].